# Casalmaiocco
Casalmaiocco (Casalmaiòcch in dialetto lodigiano) è un comune italiano di 3 141 abitanti della provincia di Lodi in Lombardia.

## Storia
Datato per la prima volta il 10 giugno 1210 in un documento di riscossione feudale da parte del Vescovo di Lodi con il nome di Casale de Alamaniis, il nome antico del comune deriva per certo dal "casale" della famiglia Maiocchi che nel 1417 divenne proprietaria feudo fino al 1627 anno in cui il feudo venne ceduto alla famiglia del marchese Cesare Brivio.
Evento storico degno di nota è che nel 1515 Casalmaiocco fu uno degli sfondi della Battaglia di Marignano o detta anche " dei Giganti ", quando i Francesi di Francesco I sconfissero gli Svizzeri ed ottennero la supremazia nel Ducato di Milano.
Secondo lo studioso Cesare Amelli lo stesso Francesco I per un certo periodo della battaglia soggiornò proprio a Casalmaiocco.
L'ultima famiglia possedente del feudo di Casalmaiocco sarà quella dei conti Biglia, originaria di Milano, fino al 1782.
Fino al 1723 le comunità di Casalmaiocco, Cologno e Cascina Buttintrocca furono autonome ed indipendenti, da quanto si attesta in vari documenti databili tra il 1723 e il 1755, ma dal 1757 Casalmaiocco venne aggregato a Cologno. Dopo l'Unità d'Italia, il comune di Cologno ed Uniti assunse la nuova denominazione di Casalmaiocco.

### Simboli
Lo stemma e il gonfalone del comune di Casalmaiocco sono stati concessi con decreto del presidente della Repubblica del 12 ottobre 1993.
La casa rappresenta il "casale" della famiglia Maiocchi, feudataria della zona nel XV secolo, dal quale deriva la nuova denominazione di Casalmaiocco che venne assunta dal comune di Cologno ed Uniti dopo l'Unità d'Italia.
Il gonfalone è un drappo di azzurro.

## Monumenti e luoghi d'interesse
Da ricordare la chiesa parrocchiale di San Martino Vescovo del XVIII secolo, poi rimaneggiata.
Degni di nota l'antico palazzo seicentesco dei marchesi Brivio, Signori di Casalmaiocco e l'antica dimora dei nobili Sempreri - Del Poggio, sempre del '600, oggi residenze private.
Il comune è attraversato dal Cavo Marocco, un canale artificiale e in parte naturale, costruito tra il 1805 e il 1817, che nasce da risorgive a Gardino di Rossate, frazione di Comazzo, e riceve la maggior parte delle sue acque dal Colatore Addetta da dove ha inizio il suo corso artificiale. Questo cavo attraversando il territorio lodigiano prima ed il pavese poi, confluisce direttamente nel fiume Po creando nel territorio un sistema idrico di canali di oltre 100 Km di lunghezza al fine di garantire apporto idrico alle risaie della Provincia di Pavia.

## Società

### Evoluzione demografica
Abitanti censiti

### Etnie e minoranze straniere
Al 1º gennaio 2018 gli stranieri residenti nel comune di Casalmaiocco in totale sono 221, pari al 6,9% della popolazione. Tra le nazionalità più rappresentate troviamo:
| Paese      | Popolazione (2011) |
| ---------- | ------------------ |
| Romania    | 87                 |
| Egitto     | 16                 |
| Bangladesh | 7                  |
| Ucraina    | 15                 |
| Polonia    | 9                  |
| Albania    | 9                  |

## Geografia antropica
Secondo l'ISTAT, il territorio comunale comprende il centro abitato di Casalmaiocco e la frazione di Cologno.

### Altre località
Degne di nota sono la Cascina Buttintrocca, menzionata per la prima volta nel 1657, in un atto notarile nel quale venne infeudata alla famiglia del ricco proprietario milanese Giovanni Maria Buttintrocchi, come rimborso di un debito, dal governo spagnolo. Troviamo infine nel territorio comunale la Cascina Gerunda.

## Economia
L'agricoltura è ancora fiorente e produce cereali e foraggi, utilizzati per l'allevamento di bovini e suini.
Significativa la presenza di insediamenti industriali, operanti nel settore metalmeccanico, logistico e della lavorazione delle materie plastiche.
Sono presenti anche alcune imprese artigiane, con varie specializzazioni. Anche se si assiste al fenomeno del pendolarismo su Milano, Casalmaiocco non ha subito fenomeni di spopolamento; si registrano al contrario nuovi insediamenti edilizi e produttivi.

## Infrastrutture e trasporti
Il territorio del comune di Casalmaiocco è situato in una zona crocevia d'importanti strade: la via Emilia strada di grande importanza che dista soli due chilometri dal comune, nella zona occupata dal comune di Sordio, la via Pandina, che collega Melegnano a Pandino e passa all'interno del comune, delimitandone il confine nord presso Madonnina, Cascina Buttintrocca e Cologno. Questa strada fu costruita dopo la metà del XIV secolo, quando Bernabò Visconti, allora signore di Milano e Lodi, decise per necessità di collegare i due castelli di Melegnano e Pandino con un tracciato rettilineo che permettesse di raggiungerli nel minore tempo possibile. Infine la SP 159 "Sordio-Bettola" ,che delimita il confine ovest del comune, la quale mette in collegamento i comuni dell'alto lodigiano e del sud-milanese.
Dista circa 1,5 km dalla Stazione di San Zenone al Lambro posto lungo la Ferrovia Milano-Bologna

## Amministrazione
Segue un elenco delle amministrazioni locali.
| Periodo | Periodo   | Primo cittadino    | Partito                     | Carica  | Note |
| ------- | --------- | ------------------ | --------------------------- | ------- | ---- |
| 1945    | 1946      | Andrea Secondi     |                             | Sindaco |      |
| 1946    | 1951      | Cesare Leva        |                             | Sindaco |      |
| 1951    | 1960      | Angela Casò        |                             | Sindaco |      |
| 1960    | 1970      | Enrico Boccalari   |                             | Sindaco |      |
| 1970    | 1985      | Cesare Gnocchi     |                             | Sindaco |      |
| 1985    | 1990      | Adriano Ponzinibbi |                             | Sindaco |      |
| 1990    | 2004      | Ambrogio Origoni   |                             | Sindaco |      |
| 2004    | 2014      | Pietro Segalini    | lista civica (centrodestra) | Sindaco |      |
| 2014    | in carica | Marco Vighi        | lista civica                | Sindaco |      |